# Los Constituyentes II
Los Constituyentes II är en ort i Mexiko.   Den ligger i kommunen Las Choapas och delstaten Veracruz, i den sydöstra delen av landet, 600 km öster om huvudstaden Mexico City. Los Constituyentes II ligger 138 meter över havet och antalet invånare är 381.
Terrängen runt Los Constituyentes II är lite kuperad. Runt Los Constituyentes II är det ganska glesbefolkat, med 40 invånare per kvadratkilometer. Närmaste större samhälle är Felipe Ángeles, 6,5 km väster om Los Constituyentes II. I omgivningarna runt Los Constituyentes II växer i huvudsak städsegrön lövskog.